# Marchese di Exeter
Marchese di Exeter è un titolo ereditario della nobiltà inglese della parìa inglese e poi ricreato anche nella parìa del Regno Unito.

## Storia

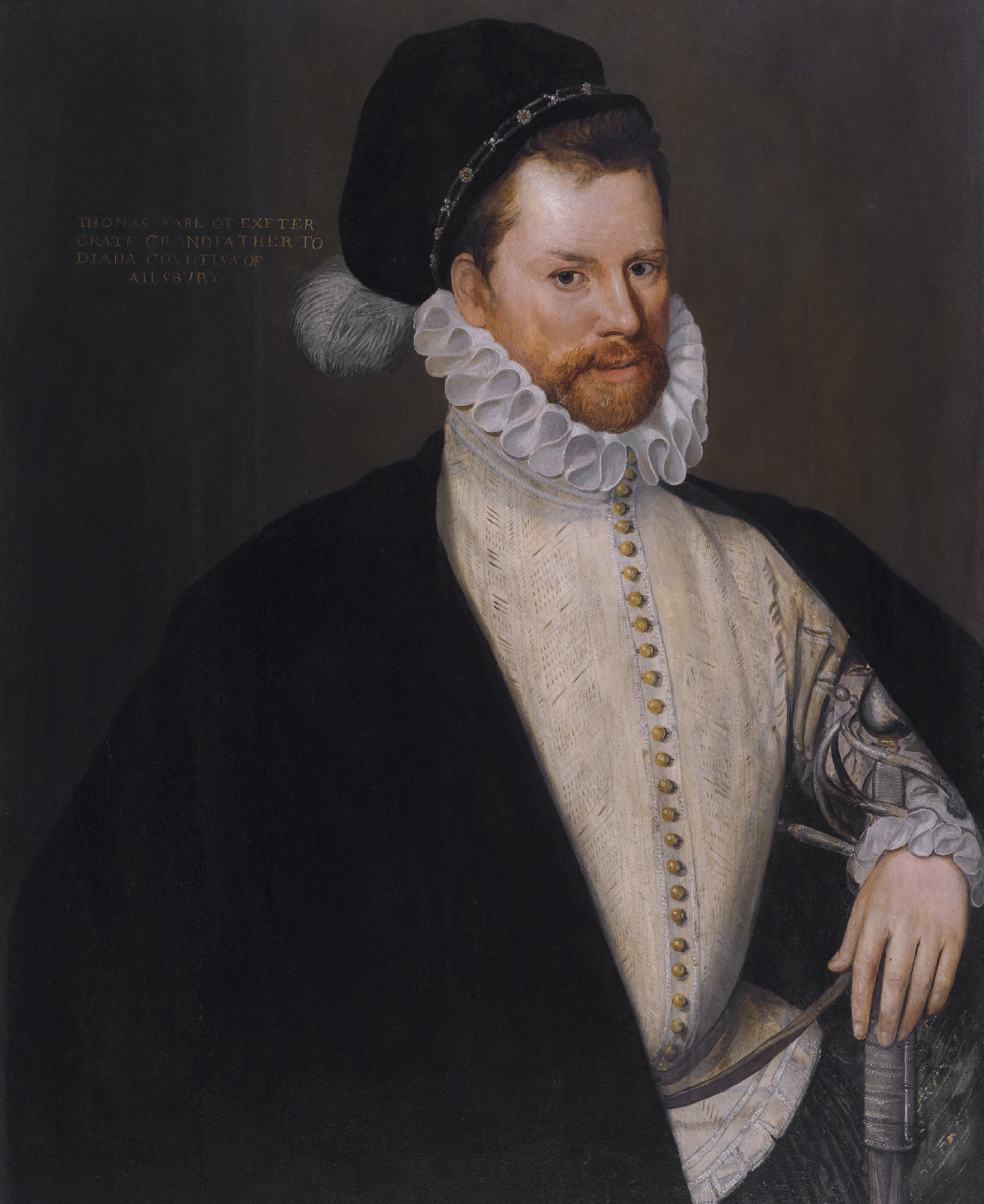
Thomas Cecil, I conte di Exeter in un ritratto di Cornelis Ketel

La prima creazione di questo titolo avvenne nella parìa d'Inghilterra nel 1525 per Henry Courtenay, II conte di Devon, ma il titolo decadde alla sua morte nel 1538 (vedi conte di Devon).
Il titolo venne ricreato nel 1605 per la famiglia Cecil la quale ottenne però il titolo di conte di Exeter come immediata elevazione dallo status precedente che essi avevano acquisito come baroni Burghley, titolo assegnato a suo tempo a William Cecil, I barone Burghley, segretario della regina Elisabetta I d'Inghilterra.  Il titolo comitale venne ottenuto dal figlio di questi Thomas Cecil, II barone Burghley.

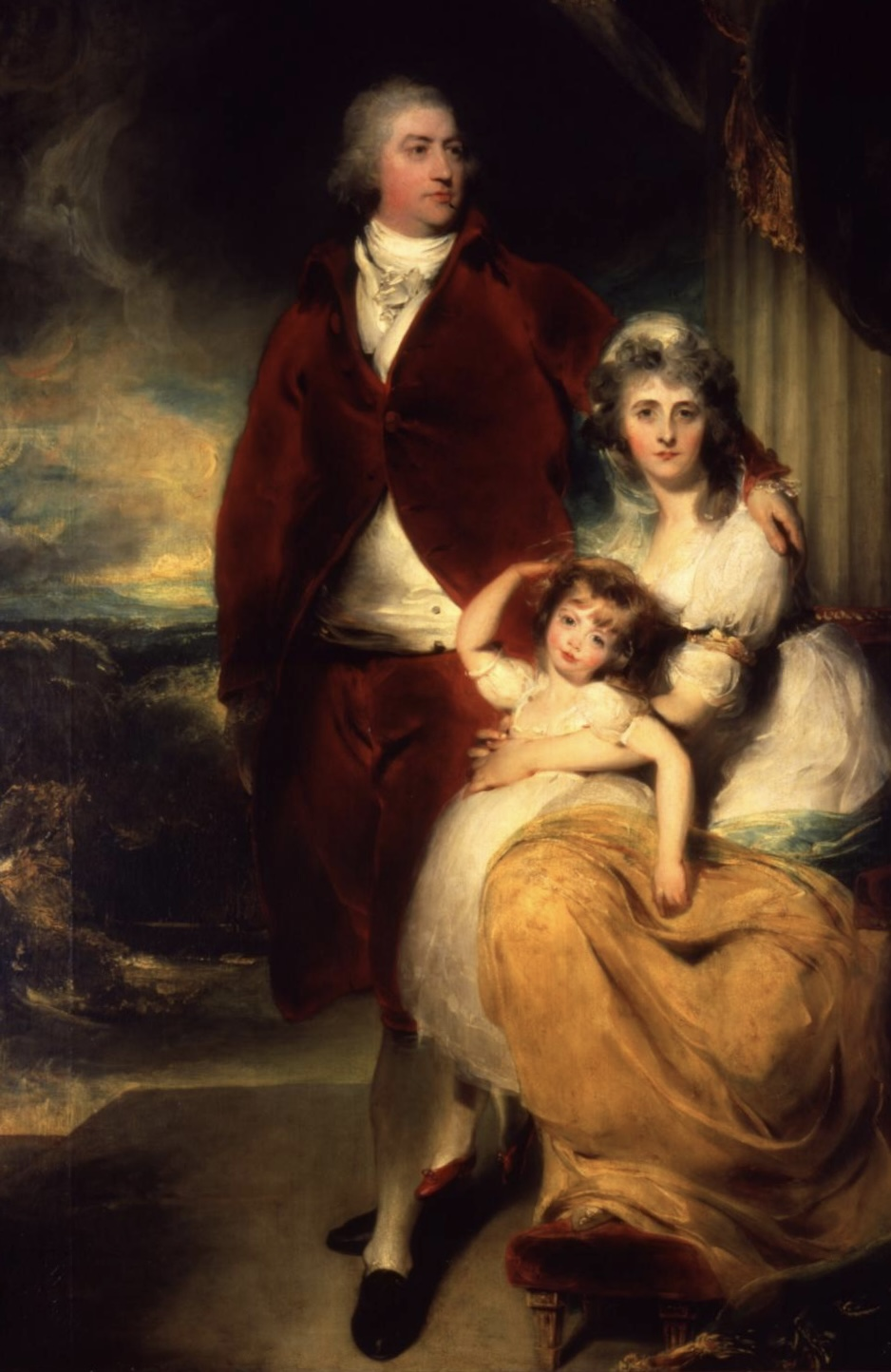
Henry Cecil, I marchese di Exeter, con la sua seconda moglie, Sarah, e la loro figlia, Lady Sophia Cecil, di Thomas Lawrence, 1794

Henry Cecil, X conte di Exeter, con la proclamazione nel 1801 della formazione del Regno Unito, ottenne in quello stesso 1801 il titolo di marchese di Exeter come elevazione dal titolo precedente. Il marchesato di Exeter, dato l'anno di ricreazione del titolo, è ancora oggi il più antico marchesato nella parìa del Regno Unito. Il marchese porta anche i titoli onorifici di grande elemosiniere e Lord Paramount (nel senso di Signori feudali) di Peterborough, i cui diritti feudali erano stati acquistati dopo che la locale Abbazia (la cui chiesa è l'attuale Cattedrale di Peterborough) fu secolarizzata.
Un ramo cadetto (originato da un figlio del terzo Marchese) porta il titolo di Barone Amherst di Hackney, e l'attuale titolare di tale baronia è ora secondo nella linea di successione al titolo marchionale.

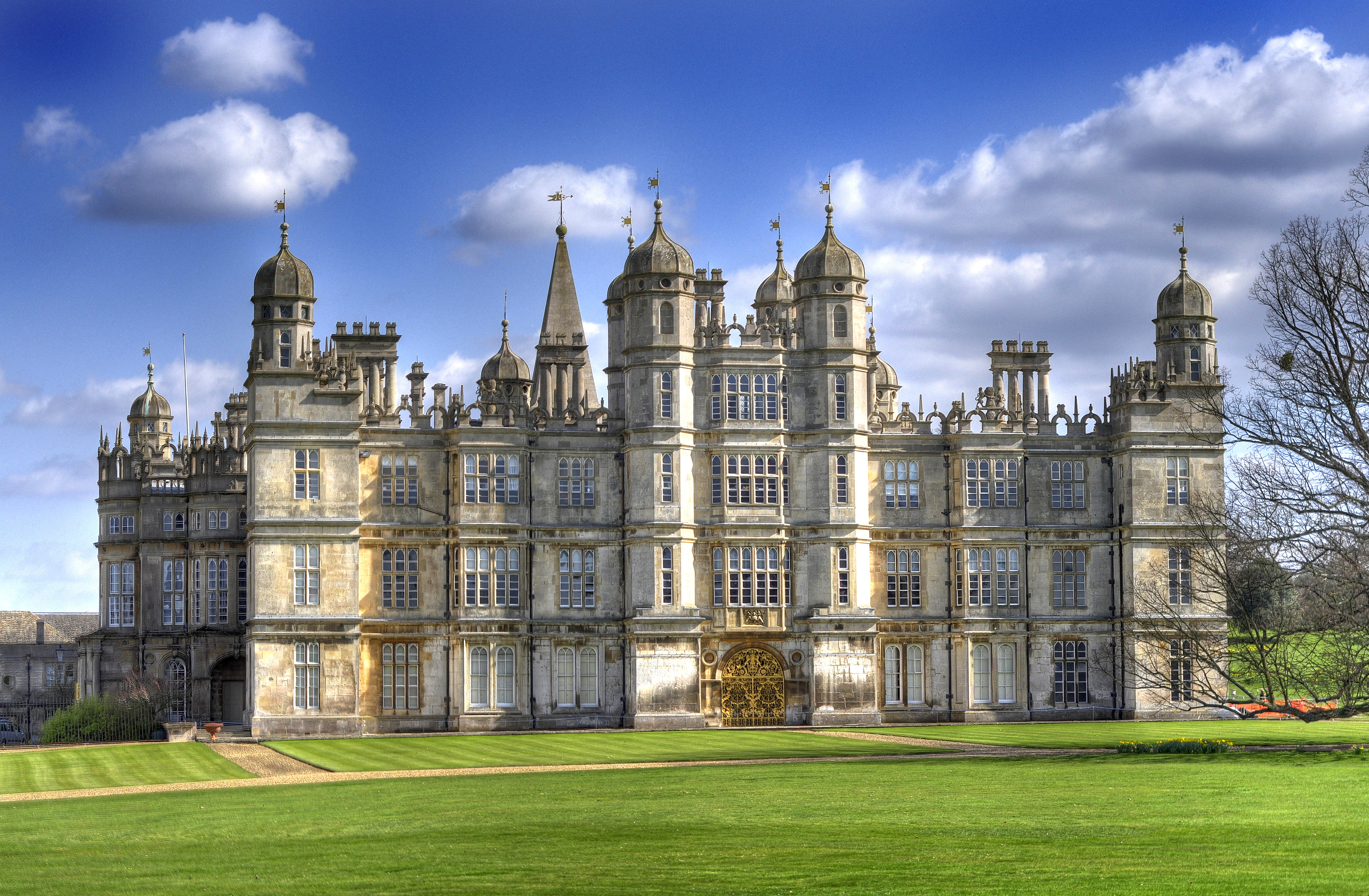
Burghley House, la sede dei Marchesi di Exeter

L'antica sede dei Marchesi di Exeter è Burghley House, presso Stamford, nel Lincolnshire. Un ramo cadetto, stabilitosi in America, ha sede nella più grande casa privata  degli Stati Uniti d'America Biltmore Estate, ereditata dai Vanderbilt. 
Il ramo secondogenito dei Cecil (più importante dal punto di vista politico) porta il titolo di Marchese di Salisbury e ha sede nella grandiosa Hatfield House.

## Marchesi di Exeter, prima creazione (1525)
- vedi Conte di Devon

## Baroni Burghley (1571)
- William Cecil, I barone Burghley (1521–1598), segretario della regina Elisabetta I d'Inghilterra
- Thomas Cecil, II barone Burghley (1542–1623) venne creato conte di Exeter nel 1605

## Conti di Exeter (1605)
Altri titoli: barone Burghley, di Burghley nella contea di Northampton (1571)
- Thomas Cecil, I conte di Exeter (1542–1623)
- William Cecil, II conte di Exeter (1566–1640)
- David Cecil, III conte di Exeter (c. 1600–1643)
- John Cecil, IV conte di Exeter (1628–1678)
- John Cecil, V conte di Exeter (c. 1648–1700)
- John Cecil, VI conte di Exeter (1674–1721)
- John Cecil, VII conte di Exeter (c. 1700–1722)
- Brownlow Cecil, VIII conte di Exeter (1701–1754)
- Brownlow Cecil, IX conte di Exeter (1725–1793)
- Henry Cecil, X conte di Exeter (1754–1804) venne creato marchese di Exeter nel 1801

## Marchese di Exeter, seconda creazione (1801)
Altri titoli: conte di Exeter (1605) e barone Burghley, di Burghley nella contea di Northampton (1571)
- Henry Cecil, I marchese di Exeter (1754–1804)
- Brownlow Cecil, II marchese di Exeter (1795–1867)
- William Cecil, III marchese di Exeter (1825–1895)
- Brownlow Cecil, IV marchese di Exeter (1849–1898)
- William Cecil, V marchese di Exeter (1876–1956)
- David Cecil, VI marchese di Exeter (1905–1981)
- William Cecil, VII marchese di Exeter (1909–1988)
- Michael Cecil, VIII marchese di Exeter (n. 1935)